# Otfried-Preußler-Gymnasium Pullach

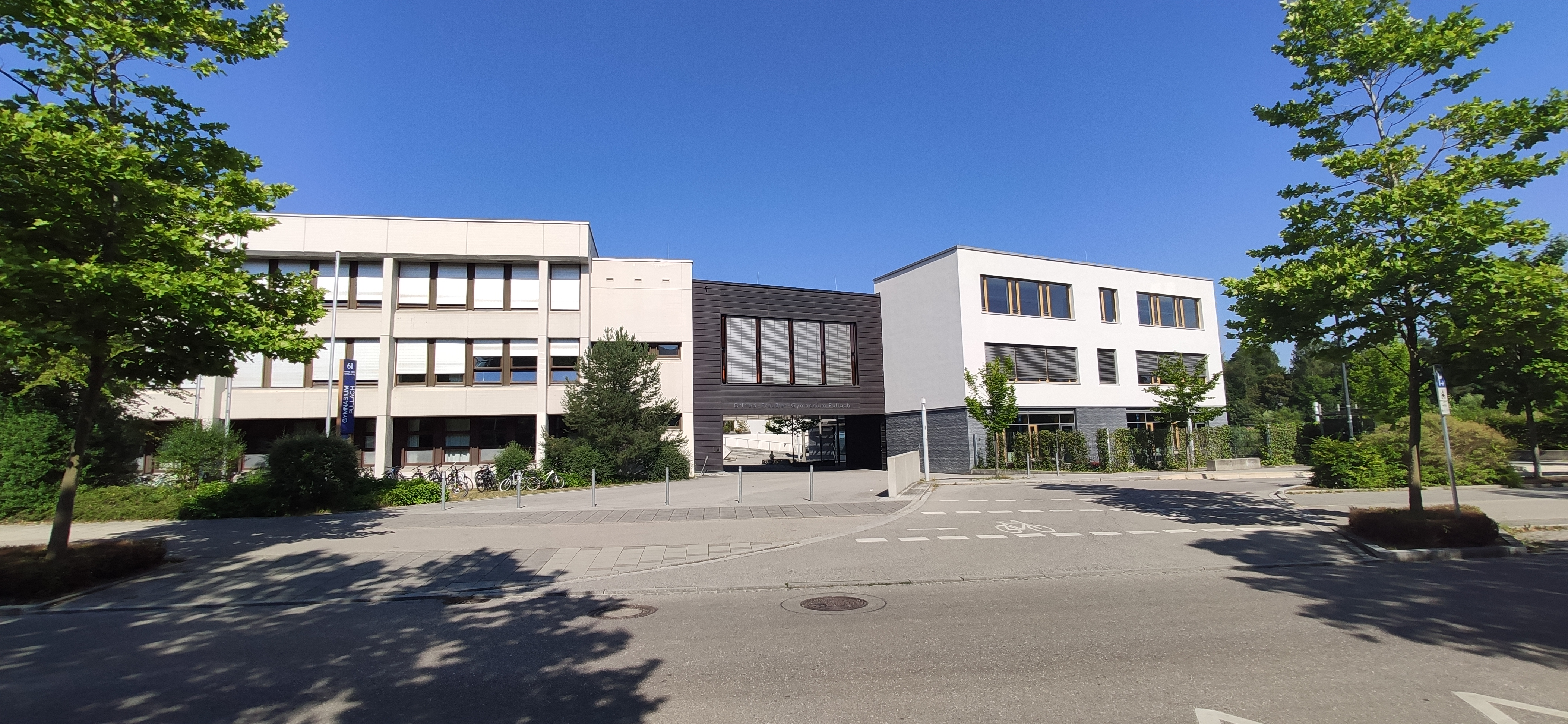
Otfried-Preußler-Gymnasium Pullach

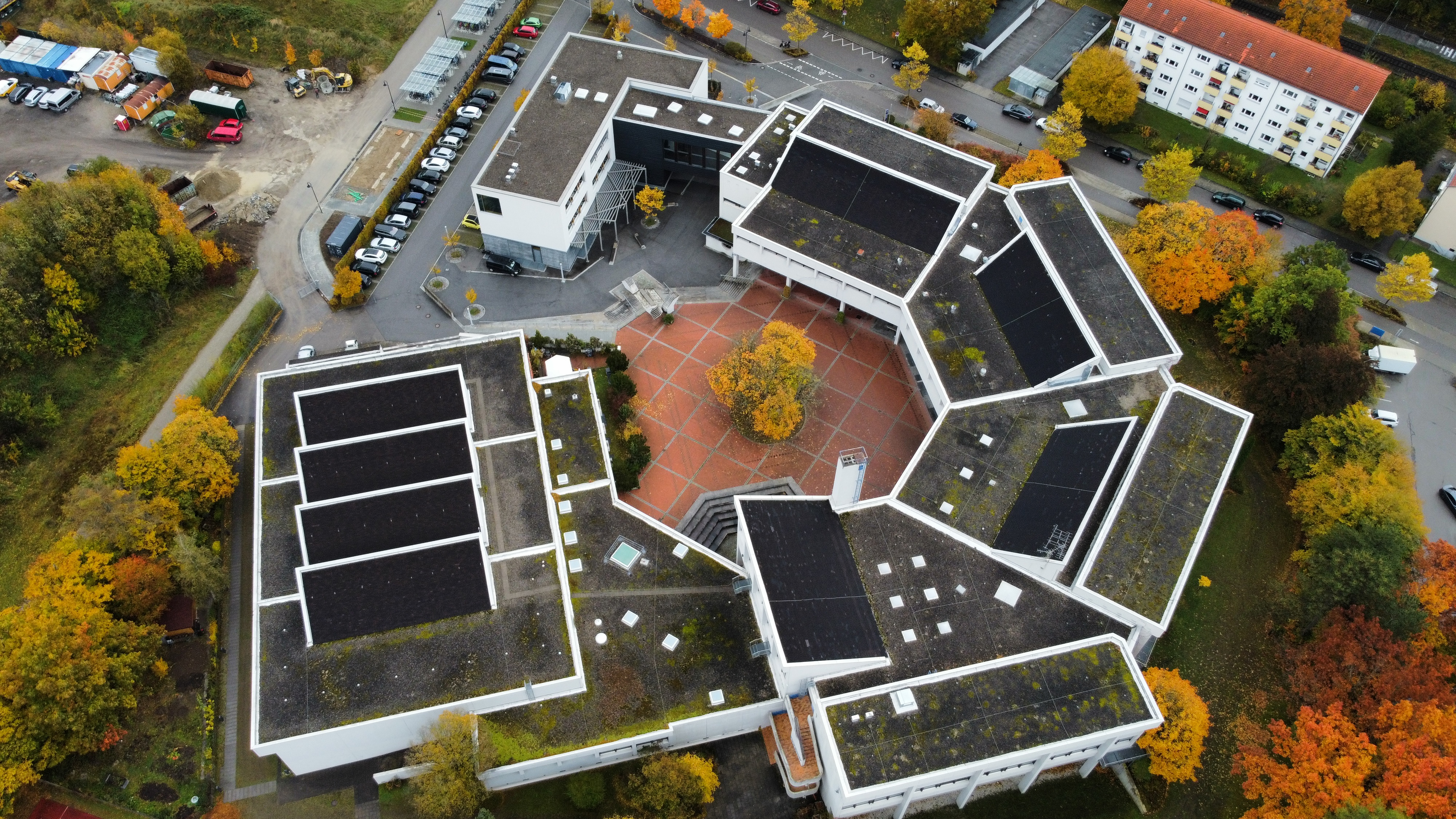
Vue aérienne du lycée

L'Otfried-Preußler-Gymnasium (abréviation OPG) est un lycée (Gymnasium) scientifique, technologique et linguistique situé à Pullach im Isartal, au sud de Munich.

## Histoire
Le Otfried-Preußler-Gymnasium a été fondé en 1971. Il s'appelait Staatliches Gymnasium Pullach, jusqu'à ce qu'il soit rebaptisé Otfried-Preußler-Gymnasium en 2013, du nom du célèbre auteur Otfried Preußler.
Pour l'année scolaire 2021/22, une rénovation numérique des salles de classe a été achevée pour un montant d'environ 850 000 euros. En plus d'un wifi plus puissant, l'école dispose désormais d'écrans multitouch et de tableaux blancs.

## Complexe
La plus grande partie du bâtiment est l'ancien bâtiment, construit en 1971 dans le style de brutalisme. Il est complété depuis 2011 par une nouvelle aile plus moderne. Les deux bâtiments sont reliés par un couloir situé en hauteur ("pont"). L'OPG comprend un terrain de sport, une bibliothèque, un gymnase, des salles de biologie, de chimie et de physique, une salle de théâtre, une salle de conférences, trois salles informatiques, une cafétéria, deux salles d'art, une aula, deux salles de musique, un réfectoire, les locaux du service social pour les jeunes et de la psychologie scolaire ainsi qu'un secrétariat. Le complexe comprend également une grande cour de récréation qui permet d'accéder au réfectoire, aux vestiaires de sport et à l'aula.

## Matières scolaires
Au total, 16 matières sont enseignées aux élèves de l'OPG. Les élèves suivent des cours de biologie, d'anglais ou de latin, d'allemand, de mathématiques, de géographie, d'histoire, d'art, de musique, de religion et d'éducation physique. Selon la filière choisie, les élèves apprennent également le latin, l'anglais ou le français, la 1re ou la 2e langue étrangère devant être l'anglais. La physique est introduite en 7e année, tandis que la chimie est ajoutée en 8e ou 9e année. Les sciences économieques sont ajoutés en 9e année et les sciences sociales en 10e année.

## École ouverte à temps plein
Les élèves du premier cycle sont pris en charge du lundi au jeudi de 13 h 00 à 16 h 00 par des pédagogues du Kreisjugendring (KJR).

## Offres scolaires
En 5e année, il y a une classe de chorale, des programmes de tutorat et de résolution des conflits, une cérémonie d'admission, les journées de découverte et des projets du Jugendsozialarbeit. Pour la 6e année, une semaine de ski et un autre programme appelé Zammgrauft, une promotion des compétences sociales par le Jugendsozialarbeit, sont proposés. En 7e année, un jeu de simulation contre le cyberharcèlement (Bloßgestellt im Netz) est organisé. En 8e année, il y a une semaine de pédagogie par l'expérience, un projet social appelé Saubableim, une prévention des troubles alimentaires et une journée sociale appelée Donne tes mains. La 9e année propose un projet d'éducation sexuelle et l'offre d'une formation de médiateur ou de conciliateur. En 10e année, il y a un voyage à Berlin, un stage en entreprise et une formation de tuteur. Pour tous les niveaux, une pause en mouvement, plusieurs programmes de résolution des conflits, des projets du travail social des jeunes (Zeit für uns, Sichere Wiesn), la participation volontaire au service sanitaire de l'école, la participation à l'équipe technique et un curriculum méthodologique sont proposés.

## Écoles partenaires
Le lycée participe à un projet Erasmus+ et a des écoles partenaires dans cinq pays. Ces pays sont l'Italie, le Portugal, la Suède, l'Espagne et la France.
Les échanges scolaires ont lieu avec les écoles de: 
France, Pauillac, Lycée Odilon Redon
Suède, Karlstad, Klaragymnasium AB
Italie, Rome, Istituto di Istruzione Superiore Leopoldo Pirelli
Espagne, Valence, Delegación Fasta Espana
Portugal, Lisbonne, Agrupamento de Escolas de Casquilhos 

## Manifestations
De nombreuses manifestations sont proposées au cours de l'année scolaire, telles que le bazar de Noël, des concerts, des journées d'information sur les métiers, des entraînements à la candidature, une course de charité (Charity-Run).